# Mahdi Mansuri
Mahdi Mansuri (pers. مهدی منصوری) – irański zapaśnik w stylu wolnym. Złoty medal mistrzostw Azji w 2007 roku.